# Joarlem Batista Santos
Joarlem Batista Santos, meglio noto come Jô (Teófilo Otoni, 1º maggio 1995), è un calciatore brasiliano, attaccante del Turan Tovuz.

## Carriera
Ha trascorso i primi anni della sua carriera in patria, giocando principalmente tra Campeonato Brasileiro Série B e Campeonato Brasileiro Série C e i campionati statali. Nell'agosto 2018 viene acquistato dal Mito HollyHock, dove gioca per due stagioni nella seconda divisione giapponese. Ritornato in Brasile, trascorre un paio di stagioni in club minori, prima di trasferirsi in Portogallo nel 2021 al Covilhã, militante nella seconda divisione locale. Nella sessione invernale di calciomercato, viene ceduto al Chaves, altra squadra della seconda divisione portoghese, con cui al termine della stagione, contribuisce alla promozione in massima serie. Così, il 7 agosto 2022, ha esordito in Primeira Liga, nell'incontro perso per 0-1 contro il Vitória Guimarães.

## Statistiche

### Presenze e reti nei club
Statistiche aggiornate al 17 settembre 2022.
| Stagione              | Squadra               | Campionato            | Campionato | Campionato | Coppe nazionali | Coppe nazionali | Coppe nazionali | Coppe continentali | Coppe continentali | Coppe continentali | Altre coppe | Altre coppe | Altre coppe | Totale | Totale |
| Stagione              | Squadra               | Comp                  | Pres       | Reti       | Comp            | Pres            | Reti            | Comp               | Pres               | Reti               | Comp        | Pres        | Reti        | Pres   | Reti   |
| --------------------- | --------------------- | --------------------- | ---------- | ---------- | --------------- | --------------- | --------------- | ------------------ | ------------------ | ------------------ | ----------- | ----------- | ----------- | ------ | ------ |
| 2013                  | União São João        | A3/SP                 | 10         | 0          |                 | -               | -               |                    | -                  | -                  |             | -           | -           | 10     | 0      |
| 2014                  | Mogi Mirim            | C                     | 3          | 0          |                 | -               | -               |                    | -                  | -                  |             | -           | -           | 3      | 0      |
| 2015                  | Mogi Mirim            | B                     | 7          | 1          |                 | -               | -               |                    | -                  | -                  |             | -           | -           | 7      | 1      |
| 2016                  | Mogi Mirim            | A1/SP+C               | 1+7        | 0          |                 | -               | -               |                    | -                  | -                  |             | -           | -           | 8      | 0      |
| Totale Mogi Mirim     | Totale Mogi Mirim     | Totale Mogi Mirim     | 18         | 1          |                 | -               | -               |                    | -                  | -                  |             | -           | -           | 18     | 1      |
| 2017                  | Capivariano           | A2/SP                 | 8          | 1          |                 | -               | -               |                    | -                  | -                  |             | -           | -           | 8      | 1      |
| 2018                  | Francana              | SD/SP                 | 3          | 1          |                 | -               | -               |                    | -                  | -                  |             | -           | -           | 3      | 1      |
| ago.-dic. 2018        | Mito HollyHock        | J2                    | 12         | 1          | CG              | 0               | 0               |                    | -                  | -                  |             | -           | -           | 12     | 1      |
| 2019                  | Mito HollyHock        | J2                    | 16         | 0          | CG              | 2               | 1               |                    | -                  | -                  |             | -           | -           | 18     | 1      |
| Totale Mito HollyHock | Totale Mito HollyHock | Totale Mito HollyHock | 28         | 1          |                 | 2               | 1               |                    | -                  | -                  |             | -           | -           | 30     | 1      |
| 2020                  | Angra dos Reis        | B1/RJ                 | 8          | 0          |                 | -               | -               |                    | -                  | -                  |             | -           | -           | 8      | 0      |
| 2021                  | Juventus-SC           | PD/SC+D               | 5+3        | 2+0        |                 | -               | -               |                    | -                  | -                  |             | -           | -           | 8      | 2      |
| 2021-gen. 2022        | Covilhã               | LdH                   | 19         | 6          | CP+CdL          | 1+4             | 0+1             |                    | -                  | -                  |             | -           | -           | 24     | 7      |
| gen.-giu. 2022        | Chaves                | LdH                   | 9+1        | 0          | CP+CdL          | -               | -               |                    | -                  | -                  |             | -           | -           | 10     | 0      |
| 2022-2023             | Chaves                | PL                    | 4          | 0          | CP+CdL          | 0               | 0               |                    | -                  | -                  |             | -           | -           | 4      | 0      |
| Totale carriera       | Totale carriera       | Totale carriera       | 116        | 12         |                 | 7               | 2               |                    | -                  | -                  |             | -           | -           | 123    | 14     |